# Campanularia agas
Campanularia agas is een hydroïdpoliep uit de familie Campanulariidae. De poliep komt uit het geslacht Campanularia. Campanularia agas werd in 1982 voor het eerst wetenschappelijk beschreven door Cornelius. 